# Bengalia nirvanella
Bengalia nirvanella este o specie de muște din genul Bengalia, familia Calliphoridae, descrisă de Andy Z. Lehrer în anul 2005. Conform Catalogue of Life specia Bengalia nirvanella nu are subspecii cunoscute.